# Јеволи (Катанцаро)
Јеволи је насеље у Италији у округу Катанцаро, региону Калабрија.
Према процени из 2011. у насељу је живело 288 становника. Насеље се налази на надморској висини од 629 м.